# Airan
|  | Aquest article tracta sobre el municipi francès. Si cerqueu la beguda composta de iogurt i d'aigua, vegeu «ayran». |

Airan és un municipi francès al departament de Calvados i a la regió de Normandia. L'any 2007 tenia 587 habitants.

## Demografia

### Població
El 2007 la població de fet d'Airan era de 587 persones. Hi havia 210 famílies de les quals 34 eren unipersonals (11 homes vivint sols i 23 dones vivint soles), 69 parelles sense fills, 99 parelles amb fills i 8 famílies monoparentals amb fills.
La població ha evolucionat segons el següent gràfic:

### Habitatges
El 2007 hi havia 235 habitatges, 217 eren l'habitatge principal de la família, 2 eren segones residències i 16 estaven desocupats. 233 eren cases i 2 eren apartaments. Dels 217 habitatges principals, 183 estaven ocupats pels seus propietaris, 30 estaven llogats i ocupats pels llogaters i 4 estaven cedits a títol gratuït; 4 tenien dues cambres, 18 en tenien tres, 57 en tenien quatre i 138 en tenien cinc o més. 176 habitatges disposaven pel capbaix d'una plaça de pàrquing. A 74 habitatges hi havia un automòbil i a 128 n'hi havia dos o més.

### Piràmide de població
La piràmide de població per edats i sexe el 2009 era:
| Homes | Edats   | Dones |
| ----- | ------- | ----- |
| 0     | 95 o +  | 0     |
| 4     | 90 a 94 | 0     |
| 8     | 85 a 89 | 0     |
| 0     | 80 a 84 | 0     |
| 4     | 75 a 79 | 0     |
| 12    | 70 a 74 | 20    |
| 20    | 65 a 69 | 16    |
| 8     | 60 a 64 | 0     |
| 12    | 55 a 59 | 16    |
| 24    | 50 a 54 | 24    |
| 32    | 45 a 49 | 36    |
| 24    | 40 a 44 | 36    |
| 44    | 35 a 39 | 8     |
| 20    | 30 a 34 | 44    |
| 8     | 25 a 29 | 8     |
| 32    | 20 a 24 | 12    |
| 32    | 15 a 19 | 20    |
| 28    | 10 a 14 | 36    |
| 32    | 5 a 9   | 36    |
| 16    | 0 a 4   | 24    |

## Economia
El 2007 la població en edat de treballar era de 416 persones, 273 eren actives i 143 eren inactives. De les 273 persones actives 247 estaven ocupades (140 homes i 107 dones) i 25 estaven aturades (18 homes i 7 dones). De les 143 persones inactives 48 estaven jubilades, 55 estaven estudiant i 40 estaven classificades com a «altres inactius».

### Ingressos
El 2009 a Airan hi havia 236 unitats fiscals que integraven 645,5 persones, la mediana anual d'ingressos fiscals per persona era de 17.753 €.

### Activitats econòmiques
Dels 20 establiments que hi havia el 2007, 2 eren d'empreses extractives, 1 d'una empresa de fabricació de material elèctric, 1 d'una empresa de fabricació d'altres productes industrials, 5 d'empreses de construcció, 3 d'empreses de comerç i reparació d'automòbils, 1 d'una empresa de transport, 1 d'una empresa d'hostatgeria i restauració, 1 d'una empresa financera, 3 d'empreses immobiliàries i 2 d'empreses classificades com a «altres activitats de serveis».
Dels 8 establiments de servei als particulars que hi havia el 2009, 1 era un taller de reparació d'automòbils i de material agrícola, 2 paletes, 3 guixaires pintors, 1 lampisteria i 1 restaurant.
L'any 2000 a Airan hi havia 17 explotacions agrícoles que ocupaven un total de 726 hectàrees.

## Equipaments sanitaris i escolars
El 2009 hi havia una escola elemental.

## Poblacions properes
El següent diagrama mostra les poblacions més properes.